# Аллан, Джени
Джейн «Джени» Аллан — шотландская активистка воинствующего суфражистского движения начала XX века, а также один из основных источников его финансирования.

## Ранние годы и семья
Джейни Аллан родилась в Глазго в богатой семье, которая владела судоходной компанией Allan Line. Её дед, Александр Аллан, основал фирму в 1819 году, и к тому времени, когда её отец — младший из пяти сыновей Александра Аллана, также названный Александром — взял на себя управление операциями компании в Глазго, линия имела множество судов, дополнительные офисы в Ливерпуле и Монреале и вырвала контракт Североамериканский Королевской почты у Cunard Line.
Как и многие члены её семьи, Аллан придерживалась социалистических политических взглядов и помогала бедным жителям города. Она была одним из первых членов Независимой Лейбористской партии (ILP), и редактировала колонку, освещающую тему избирательного права женщин для социалистической газеты Forward.

## Движение суфражисток
В мае 1902 года Аллан сыграла важную роль в становлении в Газго отделения Национального общества за избирательное право женщин и Ассоциация за избирательное право женщин Глазго и Западной Шотландии (GWSAWS) и была членом его исполнительного комитета. Она оказывала организации значительную финансовую поддержку, и в качестве одного из вице-президентов GWSAWS она заняла место в Комитете Национального Союза женских избирательных обществ (NUWSS) в 1903 году, чтобы представлять ассоциацию после их присоединения.
В 1906 году Аллан была среди зрителей на выступлении Терезы Биллингтон (которая была арестована и заключена в тюрьму после протеста в Лондоне в начале года), гастролировавшей по Шотландии, хотя сами GWSAWS отказались пригласить её выступать. В декабре того же года она посетила лекцию Хелен Фрейзер, в которой та излагала воинственные принципы недавно созданного Женского социально-политического союза (WSPU). В 1907 году, обеспокоенная тем, что GWSAWS, которая не использовала радикальные и агрессивные методы работы, не была столь эффективной, как это должно было быть, Аллан покинула их исполнительный комитет и присоединилась к WSPU, хотя и продолжала платить взносы в GWSAWS до 1909 года.
В течение следующих нескольких лет Аллан предоставила по крайней мере 350 фунтов стерлингов (примерно эквивалентно 35 100 фунтов стерлингов в 2018 году) в фонд WSPU, а также пожертвовала некоторый объём средств Женской Лиге свободы (WFL) после их отделения от WSPU. В дополнение к своим денежным вкладам Аллан была активным участником радикальных действий ВСПУ.

### Лишение свободы и насильственное кормление
В начале марта 1912 года в составе группы из более чем 100 активистов, Аллан участвовала в акции протеста, которая привела к погромам с разбитыми окнами в центре Лондона. Женщины прятали большие камни и молотки под юбками и, оказавшись на месте, скоординированными действиями уничтожали витрины магазинов на Риджент-стрит, Оксфорд-стрит и в ближайших окрестностях. После этого женщины терпеливо и спокойно ждали прибытия полиции. В то время как внимание полиции было отвлечено протестами, Эммелин Панкхёрст и ещё трое её сподвижников сумели подобраться достаточно близко к Даунинг-стрит, 10, чтобы забросать камнями окна дома. Впоследствии Аллан вместе со многими своими соратниками была арестована, осуждена и приговорена к четырём месяцам тюрьмы Холлоуэй.
Её тюремное заключение получило широкую огласку, и около 10 500 человек из Глазго подписали петицию в знак протеста против лишения её свободы. Коллега Аллан — суфражистка Маргарет Макфан, которая сама отбывала наказание в Холлоуэе в течение двух месяцев в 1912 году после того, как разбила окно правительственного здания, сочинила стихотворение под названием «К товарищу — заключённому (Мисс Джейни Аллан)», которое было включено в антологию Holloway Jingles, опубликованную филиалом WSPU в Глазго позже в том же году.
Находясь в тюрьме, Аллан использовала свое привилегированное положение, чтобы улучшить пребывание других заключённых, к примеру, добившись раздачи кондитерских изделий и фруктов другим суфражисткам. Через два месяца после вынесения приговора она забаррикадировала дверь своей камеры, и, по сообщениям, потребовалось три человека с инструментами и около 45 минут, чтобы проникнуть внутрь. После этого Аллан начала голодовку — форма протеста, которую впервые применила участница суфражистского движения Марион Данлоп в 1909 году. Однако после того, как Данлоп таким образом успешно вынудила власти освободить её по состоянию здоровья, британское правительство ввело политику принудительного кормления заключённых суфражисток, которые отказывались от пищи.
В соответствии с этой политикой Аллан насильно кормили целую неделю. Принудительное кормление было испытанием, описанным Панкхёрст как «ужасное оскорбление», и было уподоблено историком Джун Первис форме изнасилования. В более позднем письме другу, Аллан признавалась: «Я не сопротивлялась вообще … и всё же воздействие на моё здоровье было самым пагубным. Я очень сильная женщина с абсолютно здоровым сердцем и лёгкими, но только через 5 месяцев после освобождения я была в состоянии делать какие — либо упражнения или снова чувствовать себя нормально — нервы моего сердца были поражены, и я была ни на что не годна в плане физических нагрузок… Не может быть никаких сомнений, что это просто разрушает здоровье».
В феврале 1914 года принудительное кормление было применено в Шотландии во время заключения Этель Мурхед за оказанное сопротивление при аресте после того, как её заподозрили в правонарушениях в окрестностях Тракер Хаус. Аллан была ключевой фигурой в кампании против этой принудительной меры, а также публично протестовала против встречи с медицинским комиссаром тюрьмы доктором Джеймсом Девоном, и против использования метода, который, по её мнению, может «нанести вред здоровью женщины». В июне того же года Аллан написала тюремным властям, что сожжение приходской церкви Уайткирк близ Эдинбурга было совершено после обращения Мурхед, и если другие суфражистки в Перте — Арабелла Скотт и женщина, известная как «Фрэнсис Гордон», также будут подвергаться насильственному кормлению, в преддверии королевского визита в Шотландию, последуют «разрушительные» протесты. А в июле Аллан снова оказала поддержку на самом высоком уровне Фрэнсис Паркер после её тюремного заключения за попытку поджога дома-музея Роберта Бёрнса.

### Налоговый протест
Аллан предстала перед судом в 1913 году. В дополнение к прямым действиям суфражисток она была участницей и поддерживала женскую Лигу сопротивления налогам, посыл которой был в том, что женщины не должны подлежать налогообложению, так как не имеют права голосовать и поэтому не представлены в парламенте. Согласно этим убеждениям она отказалась платить сверхналог на свои доходы и инвестиции за финансовый год, закончившийся в апреле 1912 года. На суде 1 марта 1913 года Аллан защищала себя и утверждала, что, поскольку женщины не считаются «лицами» в формулировках Закона об избирательных правах, они также не должны считаться «лицами» в Законе о финансах. Судья, лорд Каллен, объяснил, что «по конструкции формулировок этих [налоговых] законов ясно, что женщины не исключены из их сферы действия».

### Инцидент в St. Andrew’s Halls
К началу 1914 года Аллан стала одним из главных организаторов WSPU в Западной Шотландии, базирующейся в Глазго. 9 марта 1914 года Эммелин Панкхёрст, лидер и основатель WSPU, должна была выступить на публичном собрании в St. Andrew’s Halls в городе, и Аллан присутствовала при этом. Этель Мурхед сказала, что Аллан появилась там благодаря её росту, красоте и спокойствию. Это выступление было запланировано вскоре после освобождения Панкхёрст из тюрьмы по условиям нового, так называемого «закона О кошках и мышах», введенного правительством для борьбы с голодовками суфражисток. В соответствии с ним, как только Панкхёрст будет полностью здорова, она должна быть вновь арестована и заключена в тюрьму.
Полиция Глазго решила воспользоваться подвернувшимся случаем публичного выступления, чтобы произвести арест. Тем не менее, активисты WSPU ожидали подобных намерений и увеличили охрану своего лидера, возвели скрытый барьер из колючей проволоки возле сцены, а также обеспечили соблюдение строгой секретности относительно её перемещений. Вскоре после выступления Панкхёрст около 160 полицейских ворвались в зал и начали продвигаться к сцене. Их встретил шквал брошенных стульев и горшков с растениями, и вскоре между полицейскими и зрителями вспыхнули драки. Во время суматохи одна из присутствующих женщин выхватила револьвер и выпустила несколько холостых патронов в потолок. Полиция попыталась задержать её, но ей удалось выскользнуть из их рук и скрыться. Несмотря на то, что в то время не было точных систем идентификации, многие указывали, что женщиной с револьвером была Аллан, и она тщетно пыталась в течение шести месяцев после этого добиться публичного расследование действий полиции.

### Инцидент в Букингемском дворце
В мае 1914 года Аллан описывала в Суфражистке свои эмоции и восхищение храбростью женщин перед лицом жестокости полиции в лондонском дворце 21 мая и грубым обращением, продолжавшимся впоследствии в полицейском участке Гайд-парка.

## Последующая жизнь
После начала Первой мировой войны в 1914 году, WSPU приостановила свою суфражистскую деятельность и бросила все свои усилия на согласованную национальную поддержку в конфликте. Аллан пожертвовала в 1914 году крупную сумму денег доктору Флоре Мюррей и доктору Луизе Гаррет Андерсон, которая позволила им основать корпус женских больниц.
В 1923 году она возглавляла Комитет женского контроля, продолжая докладывать об отношении государственных органов к женщинам, и в течение 20 лет участвовала в шотландском Совете по делам женщин. Аллан умерла в апреле 1968 года в своем доме в Инверглое, недалеко от Спин-Бридж в Шотландском нагорье, через месяц после её 100-летия.